# يوسابيا (إمبراطورة)
يوسابيا (توفيت في 360، اسمها الكامل هو فلافيا أوريليا يوسابيا، والمعروفة أحياناً باسم أوريليا يوسابيا) هي الزوجة الثانية للإمبراطور قنسطانطيوس الثاني. المصادر الرئيسية للمعلومات عن حياتها هي خطاب مديح يوليان «خطاب لشكر الإمبراطورة يوسابيا»، وفيه يشكرها على مساعدتها، بالإضافة إلى العديد من الملاحظات للمؤرخ أميانوس مارسيلينوس.

## العائلة
المصدر الرئيسي لأصلها هو «مديح في تكريم يوسابيا» ليوليان المرتد. وفقاً لذلك الخطاب: «يوسابيا من عائلة يونانية صافية، ومدينتها هي عاصمة مقدونيا». ولدت يوسابيا في ثيسالونيكي «سلانيك»، وكانت مقدونية الأصل. وورد أن والدها كان أول فرد من العائلة يعمل كقنصل. على الرغم من عدم تحديد اسمه في الخطاب، يقول المؤرخون الحديثون إنه «فلافيوس يوسابيوس»، الذي كان قنصلًا في عام 347. وقد قيل في مكان آخر إنه كان قائد الفرسان وقائد الجنود سابقاً، ما يعني أنه قد خدم كقائد عسكري لكل من الفرسان والمشاة في الجيش الروماني. ذُكر في «بروسوبوغرافيا الإمبراطورية الرومانية المتأخرة» أنه من المحتمل أن منصبه كقنصل جاء في نهاية مسيرته العسكرية. وحصل في وقت لاحق على لقب «كوميس»، ويذكر خطاب المديح أن والد يوسابيا توفي في مرحلة زواجها من قنسطانطيوس.
يقول خطاب المديح أيضاً: «الآن على الرغم من أن لدي الكثير لأقوله عن أرضها الأصلية». يستمر يوليان في ذكر تاريخ مقدونيا وتحديداً مدينة يوسابيا الأم، ثم يتابع الحديث حول أسرتها. «إنها ابنة رجل كان يُعتبر جديراً بتولي المكتب الذي يُسمّى حتى اليوم «القنصلية»، وهو منصب كان قوياً في الماضي وكان يسمى بشكل فعلي ملكياً، لكنه فقد هذا اللقب بسبب أولئك الذين أساؤوا استخدام قوتهم».... «وإذا كان هناك أي شخص يفكر في ذلك، لأنه كان أول شخص في صفه للفوز بهذا اللقب ووضع أسس التمييز لعائلته، ولكنه بالتالي كان أدنى من الآخرين، إذ فشل في فهم أنه كان مخدوعاً، لأنه -في رأيي- أكثر نبلًا وأكثر شرفاً فوضع الأسس لهذا التميز الكبير لنسله بدلاً من الحصول عليه من أسلافه». ... «يوسابيا، موضوع خطابي، كانت ابنة القنصل».
لم يُسمي الخطاب والدة يوسابيا لكنه ذكرها بشكل موجز: قنسطانطيوس «إذا حكمنا أيضاً على أمها من خلال التصرفات النبيلة للابنة، فهذا يوجب علي ذكر المزيد عن تلك الأم...... لدي الكثير لأقوله باختصار، وقد تسمع دون كلل، أن عائلتها يونانية من أنقى العائلات، وكانت المدينة الأصلية لها عاصمة مقدونيا «ثيسالونيكي»، وكانت أكثر سيطرة على نفسها من إيفادن زوجة كابانيوس، ولوداميا الشهيرة في ثيساليا. هاتان الزوجتان حين فقدتا زوجيهما كانتا شابتين وجميلتين، سواء كان ذلك بسبب قيود الحاسدين، أو لأن خيوط الأقدار كانت قد نسجت أرواحهن من أجل الحب، لكن والدة الإمبراطورة حين فقدت زوجها، كرست نفسها لأطفالها، وعُرفت بالتعقل، عظيمة مثل بينيلوبي، بينما كان زوجها مسافراً ومرتحلًا، أحاط بها الخاطبون الشبان الذين قدموا من إيثاكا وساموس ودولشيوم، وأي رجل مهما كان وسيماً وطويلًا أو صاحب نفوذ وغنياً بالنسبة لتلك السيدة، لم تكن لتغامر بهذا الخيار فابنتها تستحق العيش في كنف الإمبراطور».
يذكر أميانوس مارسيليانوس وجود شقيقين ليوسابيا: «يوسابيا هي شقيقة القنصلين السابقين يوسابيوس وهيباتيوس». يذكر أميانوس أيضاً أنه خلال عهد فالنس، اتُهم كلاهما بالخيانة من قبل بالاديوس. الذي حصل على إذن لتسمية من يشاء -دون تمييز على أساس الثروة- كمتورط في الممارسات المحظورة. وكمثل الصياد الماهر في مراقبة المسارات السرية للوحوش البرية، فقد أوقع العديد من الأشخاص في شباكه، بعضهم بسبب تلطيخ أنفسهم بمعرفة السحر، والبعض الآخر كمتواطئين مع الذين كانوا يهدفون إلى الخيانة». ... «سأعيد سرد هذه القضية، وأظهر بثقة جريئة أنه خرب أعمدة البطريركية ذاتها. لأنه -بوقاحة كبيرة- عقد مؤتمرات سرية مع أشخاص من المحكمة، كما قيل، ومن خلال تفاهته الشديدة كان يسهل توظيفه لارتكاب أي جريمة، فاتّهم هذين القنصلين المحترمين، الشقيقين يوسابيوس وهيباتيوس (أشقاء زوجة الإمبراطور الراحل قنسطانطيوس) بأنهما طامعان بثروة أكبر، وبأنهما يحيكان الخطط للحصول على السيادة، وأضاف إلى حبكته المختلقة زوراً أن اللباس الملكي كان قد أُعد من أجل يوسابيوس، وقد انطلت على الرجل المجنون فالنس هذه الخطة، الذي كان يعتقد أن كل شيء من حقه حتى لو كان غير عادل، واستدعى الأشخاص الذين اتُهموا من كافة أرجاء الإمبراطورية، وأقام لهم محاكمة دنيئة، حتى التعذيب الوحشي لم ينتزع منهم اعترافاً، ولكن ظهر أن هؤلاء الرجال المتميزين لم يكونوا على علم بأي شيء، ومع ذلك فقد كُرم ذلك الكاذب، وعوقب المتهمون بالنفي والغرامات، ولكن بعد فترة قصيرة استدعي أولئك الرجال وألغيت غراماتهم وأعيدوا إلى رتبهم السابقة مع المحافظة على كرامتهم».
عُرف إخوتها على أنهم فلافيوس يوسابيوس وفلافيوس هيباتيوس، القنصلان في عام 359. وصف يوسابيوس بأنه كاتب بلاغة في إحدى رسالة ليبانيوس. ويلمح يوليان في خطاب المديح بأن الشقيقين بعد أن حصلا على مناصب عليا من خلال تأثير يوسابيا. عيّن ليبانيوس يوسابيوس كحاكم لـ هيلاسبوت عام 355. من ثم أُرسل إلى أنطاكية ثم عيّن حاكماً لبيتينيا. ولم يشغل أي منصب معروف من المكاتب المعروفة بعد ولايته كقنصل. أما هيباتيوس فقد كان برتبة «فيقار» لمدينة روما في عام 363. ويذكر ليبانيوس أن هيباتيوس عيّن نائباً عن الإمبراطور بين العامين 378-379. يذكر غريغوريوس النزينزي أن هيباتيوس زار القسطنطينية في عام 381. وشغل منصب قائد برايتوري لكل من ولايتي إيطاليا الإمبراطورية وولاية إليريكم الإمبراطورية في العامين 382-383. يشيد نقش وجد في غورتين، كريت به على أنه أشهر قنصل وقائد برايتوري.